# Alexis-François Aulagnier
Pour les articles homonymes, voir Aulagnier.
Alexis-François Aulagnier, né le 25 mars 1767 à Grasse et mort le 30 décembre 1839 à Paris, est un médecin français.

## Biographie
Aulagnier est le fils d'un marchand parfumeur Pierre Aulagnier et d'Anne de Tardivy, son parrain est Alexis-François de Tardivy Thorenc.
Il épouse Anne-Baptistine-Fortunée-Pierre de Gaudemar, de cette union est né François-Adolphe Aulagnier, le 17 juin 1802 à Marseille, qui sera lui aussi médecin principal des armées.
Après avoir fait de bonnes études dans le séminaire de sa ville natale, Aulagnier étudia la médecine à la Faculté de médecine de Montpellier, où il eut pour maîtres de savants hommes, à la tête desquels brillait Paul-Joseph Barthez. On le reçut docteur en 1789, et ce fut pour cette circonstance qu'il rédigea en latin une thèse sur l'insolation.
Une fois médecin, il choisit Marseille pour résidence. « Très attentif aux bruits du dehors, surtout aux refrains de la Marseillaise, très influençable de sa nature, et très enclin à imiter, son zèle pour la République alla jusqu'à l'exaltation et quelquefois jusqu'à l'imprudence. »
Cependant, et tout en desservant l'hôpital militaire de Marseille, il contracta d'intimes relations avec quelques parents du général Bonaparte, et dès lors il devint bonapartiste aussi dévoué qu'il s'était montré ardent républicain : et cela même, tout désintéressé qu'il était, parut un instant fonder sa fortune. Il fut tour à tour médecin de Joachim Murat, dès que Murat fut roi de Naples, puis médecin de Joseph Bonaparte.
Il suivit ce prince en Espagne où il fut couvert d'honneurs : chevalier de l'ordre royal d'Espagne, médecin ordinaire de « S.M.C. », médecin en chef de l'hôpital militaire de la Garde royale, membre correspondant de l'Académie de Médecine de Paris, de celle de Madrid, de celle des Sciences et Arts de Marseille, etc.
Aulagnier fut au nombre de ceux que la chute de l'Empire laissa le plus attristés, le plus dénués, le plus profondément malheureux. Tout lui manquait : les consolations, l'espérance, une bibliothèque, et même les idées.
Il publia cependant quelques écrits, un sur la colique de Madrid (voir Colique de plomb), un autre sur l'emploi du feu comme remède désespéré des maux qui n'en ont pas d'autres (il avait guéri de la sorte un ou deux pulmoniques), enfin un Dictionnaire des Aliments, le seul de ses ouvrages dont on se souvienne encore.
Aulagnier meurt le 31 décembre 1839, cité d'Antin à Paris. Son fils meurt le 22 août 1886 à Paris 6e. Ils sont inhumés au cimetière Montmartre, 32e division, avenue Saint-Charles.

## Distinctions
- Chevalier de la Légion d'honneur

## Publications
- (la) Cand. Alexi-Francisco Aulagnier, Tentamen medico-practicum de insolatione, Apud J.-F. Picot, 1789, 11 p. (lire en ligne)
- John Moultrie, James Makittrick Adair et Alexis François Aulagnier, Traité de la fièvre jaune, Chez Méquignon l'aîné, Libraire de l'École et de la Société de Médecine de Paris, rue de ladite École, no 3, vis-à-vis celle Hautefeuille, 1805
- Alexis-François Aulagnier, Recherches sur l'emploi du feu dans les maladies réputées incurables, Méquignon, 1805, 70 p. (lire en ligne)
- Alexis-François Aulagnier, Recherche sur les causes de la colique de Madrid, Denné, 1811, 59 p. (lire en ligne)
- Alexis-François Aulagnier, Nouveau recueil d'observations et de consultations sur les maladies des femmes, et spécialement sur celles qui se déclarent vers l'âge critique : Premier cahier, l'auteur, 1821
- Alexis-François Aulagnier, Considérations sur l'âge critique que amène la suppression absolue du flux périodique : Faisant suite aux observations déjà publiées sur les maladies des femmes, Gabon, 1824, 22 p. (lire en ligne)
- Dictionnaire des substances alimentaires et de leurs propriétés, vol. 2, Pillet Ainé, 1830 (lire en ligne)